# Kotasaurus yamanpalliensis
Il kotasauro (Kotasaurus yamanpalliensis) è un dinosauro erbivoro appartenente ai sauropodi. Visse nel Giurassico inferiore (Sinemuriano - Pliensbachiano, circa 195 - 185 milioni di anni fa) e i suoi resti fossili sono stati ritrovati in India.

## Descrizione
Finora sono stati ritrovati i resti di almeno 12 individui di questo animale. È nota gran parte dello scheletro, tranne il cranio con l'eccezione di due denti. Come tutti i sauropodi, Kotasaurus era un grande erbivoro quadrupede con collo e coda lunghi. 
Questo animale era un tipico sauropode primitivo; la forma generale del corpo era quella di un classico sauropode, ma in alcune caratteristiche basali (plesiomorfie) Kotasaurus assomigliava ai prosauropodi. Come tutti i sauropodi, Kotasaurus era un quadrupede obbligato, mentre i prosauropodi erano bipedi (una caratteristica primitiva). La lunghezza totale dell'animale doveva aggirarsi intorno ai 9 metri, e quindi era già comparabile a quella di sauropodi successivi. Il femore era dritto e a sezione ovale, e ciò significa che le zampe erano già colonnari. I denti erano a forma di cucchiaio, come quelli di molti altri sauropodi successivi. Caratteristiche basali includono l'omero piuttosto corto e leggermente ricurvo, così come la presenza arcaica di un trocantere minore sul femore. Le vertebre erano di struttura semplice e massicce, in contrasto con quelle dello stretto parente Barapasaurus, che mostravano già alcune cavità per alleggerire il peso corporeo (Yadagiri, 2001). Kotasaurus era inoltre caratterizzato da un lungo e basso processo preacetabolare dell'ilio, che manteneva la sua ampiezza per tutta la lunghezza (Yadagiri, 1988).

## Classificazione

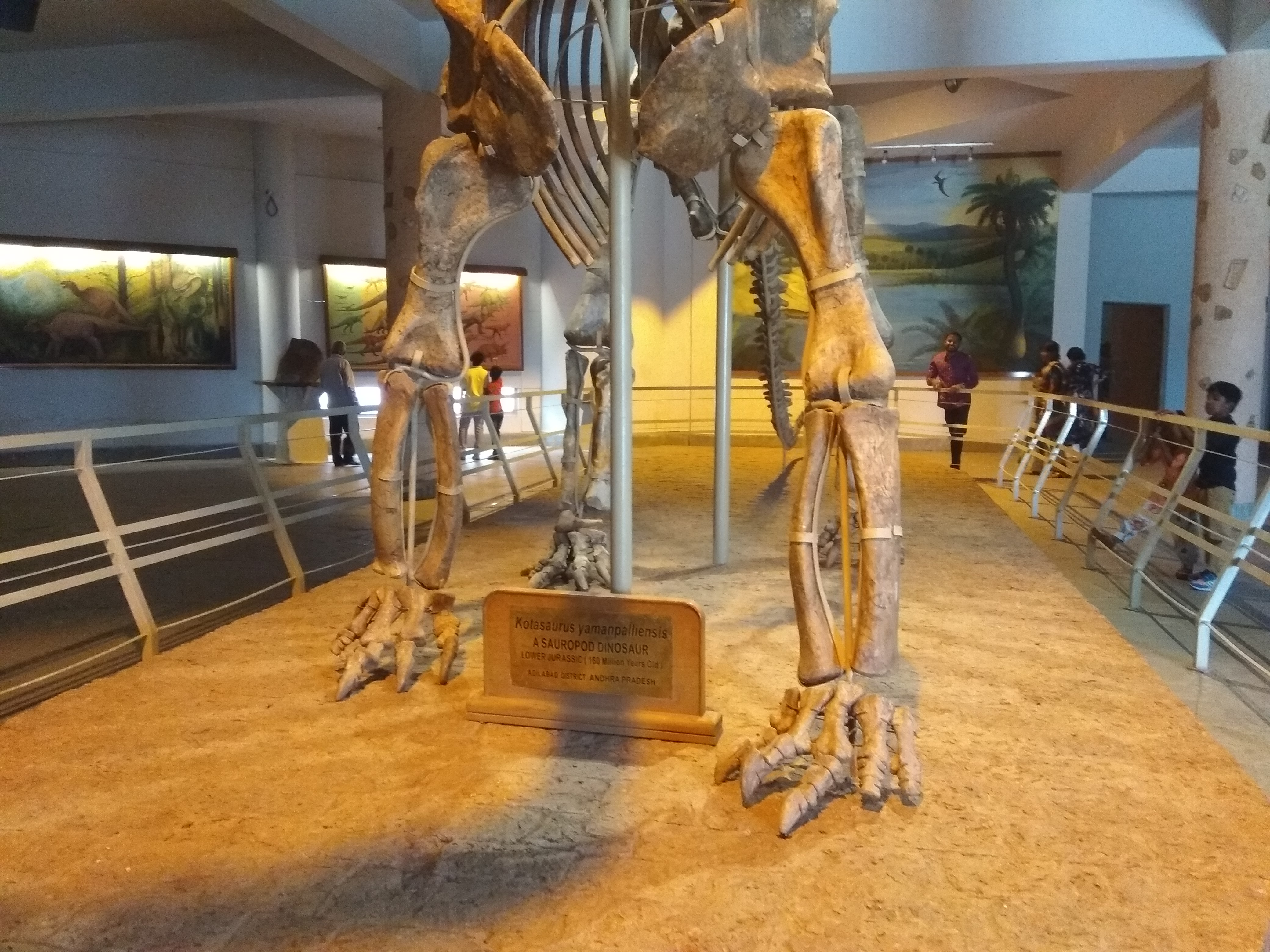
Ossatura degli arti anteriori di Kotasaurus

Kotasaurus yamanpalliensis venne descritto per la prima volta nel 1988, sulla base di fossili ritrovati nei pressi del villaggio di Yamanpalli (Telangana, India), a circa 40 chilometri dalla zona in cui furono ritrovati i resti fossili di un altro sauropode, Barapasaurus. 
Inizialmente non fu chiaro se Kotasaurus rappresentasse un vero sauropode o un sauropodomorfo basale, classificato al di fuori del clade Sauropoda. Alcuni paleontologi classificarono Kotasaurus come un sauropode basale in una famiglia nota come Vulcanodontidae, insieme a Barapasaurus e ad altri sauropodi arcaici conosciuti in modo imperfetto, come Vulcanodon, Ohmdenosaurus e Zizhongosaurus. Successivamente, questo gruppo è stato riconosciuto come parafiletico (Yadagiri, 2001). 
Attualmente Kotasaurus è riconosciuto come uno dei più basali fra i sauropodi noti. Gli esatti rapporti di parentela con gli altri sauropodi non sono chiari. Recenti studi (Bandyopadhyay et al., 2010) indicano che Kotasaurus era più basale di Barapasaurus e Vulcanodon ma più derivato di Jingshanosaurus, Antetonitrus e Chinshakiangosaurus.